# (8307) Peltan
(8307) Peltan es un asteroide que forma parte del cinturón de asteroides y fue descubierto por Jana Tichá el 5 de marzo de 1995 desde el Observatorio Kleť, cerca de České Budějovice, República Checa.

## Designación y nombre
Peltan fue designado inicialmente como 1995 EN.
Más adelante, en 1999, se nombró en honor de la familia de la descubridora.

## Características orbitales
Peltan está situado a una distancia media del Sol de 2,164 ua, pudiendo alejarse hasta 2,398 ua y acercarse hasta 1,93 ua. Tiene una excentricidad de 0,1082 y una inclinación orbital de 5,202 grados. Emplea 1163 días en completar una órbita alrededor del Sol. El movimiento de Peltan sobre el fondo estelar es de 0,3096 grados por día.

## Características físicas
La magnitud absoluta de Peltan es 15.